# Nikołaj Kaznakow
Nikołaj Nikołajewicz Kaznakow (ros. Николай Николаевич Казнаков; ur. 12 stycznia?/24 stycznia 1856, zm. 15 kwietnia 1929 w Cannes) – generał kawalerii Armii Carskiej, bohater wojny rosyjsko-tureckiej (1877–1878) i I wojny światowej.

## Życiorys
Pobierał nauki Korpusie Paziów. W 1874 r. został przeniesiony w stopniu korneta do pułku kawalerii. W 1877 r. awansował do stopnia porucznika. W trakcie wojny rosyjsko-tureckiej został przydzielony do Lejb-Gwardyjskiego Pułku Huzarów Jego Wysokości. Za udział w bitwie pod Teliszem został odznaczony Orderem Św. Anny IV stopnia; następnie został oficerem ordynansowym Iosifa Hurki i ponownie otrzymał order. Od 11 maja 1880 do 11 lipca 1881 r. był adiutantem brygady. W latach 1883–1889 zajmował się szkoleniem żołnierzy. W 1889 otrzymał stopień kapitana gwardii, w 1894 – pułkownika, zastępcy dowódcy pułku. 26 kwietnia 1899 r. mianowano go dowódcą 39 Narewskiego Pułku Huzarów. W 1905 r. awansował na generała dywizji oraz został dowódcą 2 brygady 5 dywizji kawalerii, w 1907 r. zaś mianowano go dowódcą 1 brygady tej samej dywizji.
W latach 1906–1909 był tymczasowym wojennym generalnym gubernatorem guberni kaliskiej, Łodzi, powiatu łódzkiego i łaskiego. Słynął z bezwzględności wobec robotników biorących udział w buntach związanych z rewolucją 1905 r. zarówno wśród ludności kaliskiej, jak i łódzkiej. W okresie funkcjonowania sądu wojennego podległego Kaznakowowi w ciągu 2 lat rządów stracono ponad 100 rewolucjonistów, poprzez wykonywanie wyroków śmierci na szubienicy na terenie więzienia przy ul. Gdańskiej 13 w Łodzi. Z inicjatywy Kaznakowa szubienica była na tyle wysoka, by egzekucje mogły być obserwowane również poza terenem więzienia. Podległy Kaznakowowi sąd wojenny wydał 3/4 orzeczeń związanych z udziałem w rewolucji. W okresie pełnienia przez niego funkcji generalnego gubernatora wysłano na Sybir w trybie administracyjnym około 10 000 łodzian. Kaznakow zasłynął również podjęciem decyzji o zesłaniu 130, zamknięciu w więzieniu ponad 700 oraz rozstrzelaniu 7 robotników po zabójstwie Mieczysława Silbersteina.
W 1910 r. został awansowany na generała porucznika i został mianowany szefem 1 Dywizji Kawalerii Gwardii. Od września 1914 r. był dowódcą połączonego oddziału jeździeckiego 1 Dywizji Kawalerii, 5 Dywizji Kawalerii i Oddzielnej Ussuryjskiej Brygady Kawalerii. W lutym 1915 został odznaczony odznaką św. Jerzego za bitwy, które miały miejsce w październiku 1914 r. Oddział Kaznakowa uczestniczył w  operacji wileńskiej na przełomie sierpnia i września 1915 r. W marcu 1916 r. został dowódcą 12 Korpusu Armii, a w styczniu 1917 r. awansował na generała kawalerii. W kwietniu 1917 r., tj. już po obaleniu caratu, został zastąpiony przez Władimira Czeremisowa. Następnie zaciągnął się do rezerwy w sztabie kijowskiego okręgu wojskowego. Jesienią 1921 r. został zatrzymany wraz z bratem Siergiejem osadzony w więzieniu Butyrki. W 1922 r. zwolniono go z więzienia, jednocześnie wydalając z kraju. Wyemigrował do Francji. Zmarł w Cannes 15 kwietnia 1929 r. Został pochowany wraz z żoną na cmentarzu Trabuquet w Mentonie.

## Życie prywatne
Pochodził z rodu szlacheckiego Kaznakowów, wywodzącej się z prowincji twierskiej. Był synem generała piechoty – Nikołaja Giennadijewicza Kaznakowa i jego żony Jelizawiety Siergiejewny (1828–1906). Został ochrzczony 9 lutego 1856 r. w Wielkiej Cerkwi Pałacu Zimowego. W 1892 r. ożenił się z Barbarą, córką Karla Ikskula von Hildenbandta. Ich syn Nikołaj urodził się 18 lipca 1894 r. W 1908 r. małżeństwo zostało rozwiązane. W 1912 r. Kaznakow ożenił się z Emilią Leonardowną.

## Odznaczenia

### Rosyjskie
- Order św. Anny IV kl. (1878);
- Order św. Stanisława III klasy z mieczami i łukiem (1878);
- Order św. Anny III klasy z mieczami i łukiem (1879);
- Order św. Stanisława II klasy (1884);
- Order św. Anny II klasy (1890);
- Order św. Włodzimierza IV klasy  (1895);
- Order św. Włodzimierza III klasy (1900);
- Order św. Stanisława I klasy (1907);
- Order św. Włodzimierza II klasy (1913);
- Order Orła Białego z Mieczami (11.16.1914);
- Order Św. Włodzimierza II klasy z Mieczami, (11.16.1914);
- Broń św. Jerzego, (30.01.1915)[1][11].

### Pozostałe
- Order Fryderyka II klasy (1892);
- Order Miecza I klasy (1892);
- krzyż komandorski badeńskiego Orderu Lwa Zeryngeńskiego II klasy (1895);
- krzyż oficerski francuskiego Orderu Legii Honorowej (1897);
- Pruski Order Królewski Korony II klasy (1898);
- Krzyż Komandorski Orderu Gwiazdy Rumunii (1899)[12].